# Lupinus hybridus
Lupinus hybridus là một loài thực vật có hoa trong họ Đậu. Loài này được Lem. miêu tả khoa học đầu tiên.

## Hình ảnh

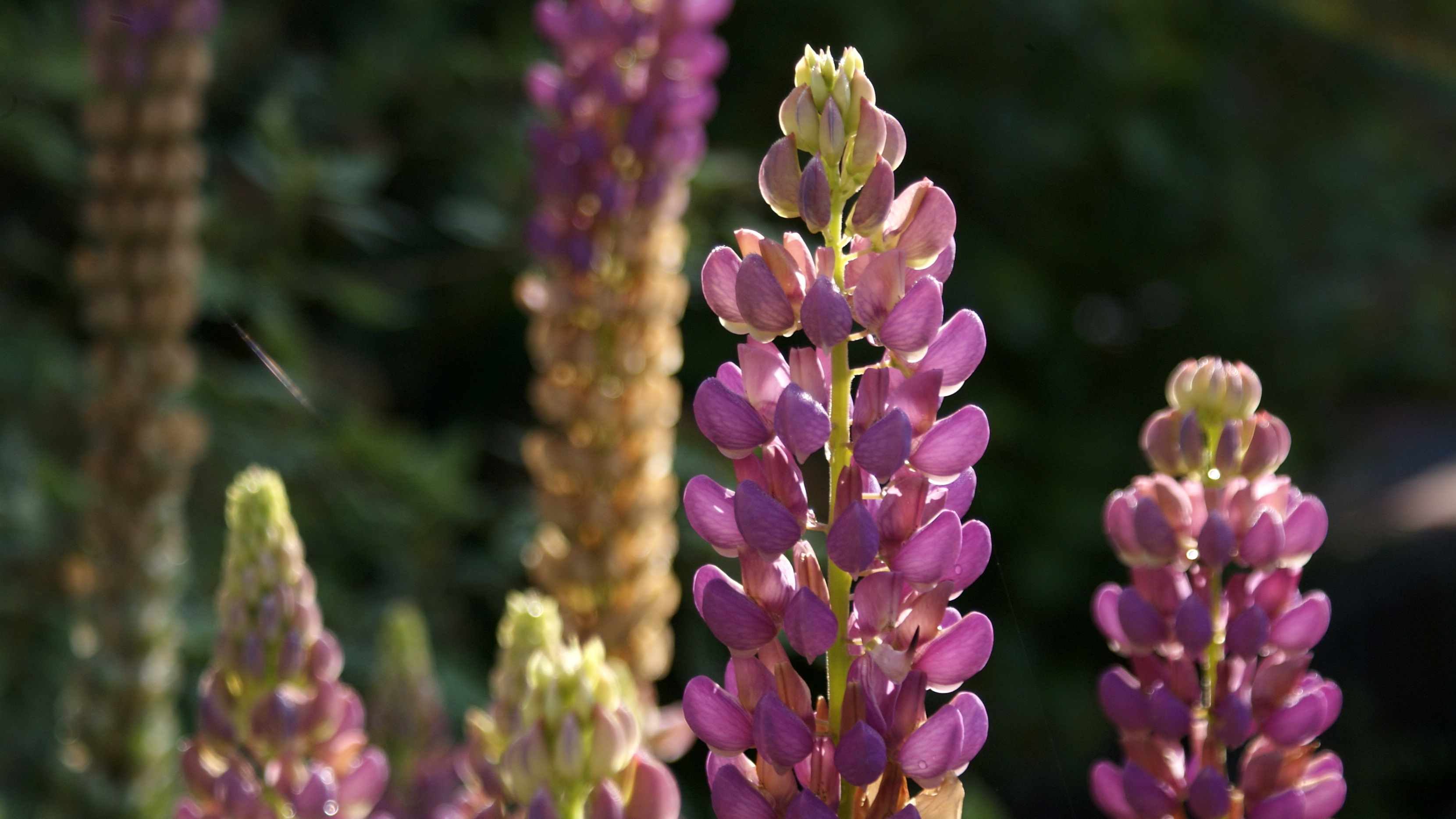